# Mark Criner
Mark Criner (Fresno, Kalifornia, 1966. december 18. –) amerikai amerikaifutball-játékos és -edző, 2021 és 2023 között a Southern Miss Golden Eagles linebackereinek edzője.

## Tanulmányai
Az Iowa State Cyclonesnál vezetőedzője édesapja, Jim Criner volt. 1987-ben átirakozott a Boise-i Állami Egyetemre, ahol 1990-ben szerzett diplomát.

## Pályafutása
1991–1992-ben a Utah State Aggies linebackereinek edzője, 1992 és 2000 között pedig a Portland State Vikings csapatkoordinátora volt. 2001-ben a Las Vegas Outlaws munkatársa lett, ahol felettese édesapja volt. Az XFL megszűnését követően 2002-ben a Cincinnati Bearcats, 2004–2005-ben pedig a Middle Tennessee Blue Raiders védőkoordinátora volt. A 2006-os szezonban a Minnesota Golden Gophers linebackereinek edzője volt.
2007 és 2012 között az Idaho Vandals vezetőedző-helyettesi pozícióját töltötte be, majd az Eastern Michigan Eagles munkatársa lett. 2014–2015-ben a Lamar Cardinals, 2016-ban pedig a Rhode Island Rams linebackereinek edzője volt.
A 2017-es szezont a CSU Pueblo ThunderWolves társ-védőkoordinátoraként töltötte, amikor a csapat kijutott a rájátszásra. 2018-ban az LSU Tigers védőjáték-elemzője volt.
2019 tavaszán az Atlanta Legends csapatkoordinátora, ősszel pedig a Tulane Green Wave elemzője volt. 2020 elején a Seattle Sea Dragons munkatársa lett, december 15-én pedig felvették a Southern Miss Golden Eagleshöz. 2023 végén több helyettessel együtt kirúgták.

## Családja
Édesapja, Jim Criner World Bowl-nyertes amerikaifutball-edző.
Feleségével, Angelával négy gyermekük (Madison, Calin, Jackson és Brooklyn) született. Calin Criner az Eastern Washington Eagles játékosa volt.

## Fordítás
- Ez a szócikk részben vagy egészben  a   Mark Criner című angol Wikipédia-szócikk ezen változatának fordításán alapul.  Az eredeti cikk szerkesztőit annak laptörténete sorolja fel. Ez a jelzés csupán a megfogalmazás eredetét és a szerzői jogokat jelzi, nem szolgál a cikkben szereplő információk forrásmegjelöléseként.